# كايي
كوين للسيارات (بالإنجليزية: Cowin Auto) (الاسم الرسمي شركة ييبن كايي (كوين) للسيارات المحدودة (بالإنجليزية: Yibin Kaiyi (Cowin) Automobile Co., Ltd.) (بالصينية: 凯 翼؛ البينيين: Kīiyì) هي شركة تصنيع سيارات صينية تأسست في عام 2014، مع التركيز على الشباب، وتقديم سيارات ذات تكلفة وفائدة. في عام 2022، ستبدأ العلامة التجارية في البيع باسم كايي للسيارات فقط.

## التاريخ
يعود أصل فئة كوين إلى عام 2003 عندما تم طرحها لتحديد طراز السيارة المتجانسة والتي لم تكن أكثر من إعادة تصميم لسيارة شيري فولوين القديمة (النسخة المرخصة من السلسلة الأولى من سيات توليدو وكذلك أول سيارة تم إنتاجها بواسطة نفس الصيني)؛ بعد ذلك، اعتبارًا من عام 2009، قررت شيري إعادة تنظيم مجموعة منتجاتها باستخدام هذا الاسم لتحديد مجموعة فرعية من النماذج التي أصبحت الآن قديمة وفي نهاية دورة الإنتاج ولكن تم الاحتفاظ بها في قائمة الأسعار فقط لأنها لا تزال تضمن حجم مبيعات لائق؛ وهكذا ولدت شيري كوين 1 (إعادة تصميم كيو كيو 6 القديم)، وشيري كوين 2 (شيري كوين/فولوين سابقًا)، وشيري كوين 3 (الطراز السابق شيري أيه 5)، وما إلى ذلك.
تأسست شركة كوين للسيارات كشركة تابعة لشركة صناعة السيارات الصينية شيري للسيارات في عام 2014 بهدف تطوير مكانة جديدة في سوق السيارات النامية ديناميكيًا في الصين. استهدف كوين المشترين الشباب من البلدان المتوسطة والصغيرة في إحدى الدول الآسيوية، حيث أراد تشجيعهم على الشراء بشكل أساسي من خلال السعر المنخفض.
كانت السيارة الأولى من ماركة كوين هي السيارة الصغيرة سي 3 سيدان وسي 3 أر هاتشباك، والتي تم طرحها للبيع في نوفمبر 2014 - بعد ستة أشهر من ظهورها لأول مرة. في السنوات التالية، تم توسيع تشكيلة كوين بشكل أساسي من حيث سيارات الدفع الرباعي والكروس أوفر بدءًا من إكس 3 في عام 2016. ثم بعد مرور عام، انضم إليها الطراز الأكبر إكس 5. في عام 2020، أطلقت كوين سيارة أكثر قوة على شكل إي 5، وفي الوقت نفسه، ومن أجل وقف تراجع شعبية العلامة التجارية، تم إطلاق شوجيت.
في يوليو 2022، أعلنت شركة كوين للسيارات عن تغيير علامتها التجارية، وتغيير اسمها إلى كايي للسيارات ذات الصوت الصيني وتغيير اسم العلامة التجارية إلى جانب التعريف المرئي الكامل للنماذج. قدمت الشركة سلسلة من النماذج الأولية التي تبشر بمجموعة طرازات جديدة تمامًا. في ديسمبر من نفس العام، تم طرح أول طراز جديد للشركة بعد تغيير العلامة التجارية للبيع على شكل سيارة دفع رباعي كبيرة كاي كونلون. في يناير 2023، بدأت كايي رسميًا بتوزيع سياراتها في روسيا، وبدأت أيضًا الإنتاج المحلي لسيارة شواندو سيدان تحت اسم كايي إي 5 في مصنع أفتوتور في كالينينغراد.
وفي أكتوبر 2023، قدمت كايي أول نموذج إنتاجي، وهو امتداد لعائلة النماذج الأولية من ربيع نفس العام. تطورت دراسة سيارة الهاتشباك الكهربائية الصغيرة أي-إي أيه 01 إلى كايي شيوي.

### بيع أسهم لمدينة ييبن
في عام 2018، بعد إعادة هيكلة مساهمة شيري، تم بيع جزء من كوين إلى مدينة ييبن من خلال الشركتين التابعتين شركة ييبن لتطوير صناعة السيارات للاستثمار المحدودة وشركة مجموعة سيتشوان ييبين بوشي (PUSH) المحدودة. التي استحوذت على 50.5٪ و 0.5٪ على التوالي. واحتفظت شركة شيري للسيارات بحصة 49%.
دفعت مدينة ييبن ما مجموعه 2.5 مليار يوان صيني مقابل حصة 51% في كوين (تقدر قيمة الشركة بحوالي 5 مليار يوان صيني، أي حوالي 800 مليون دولار أمريكي). انتقل المقر الرئيسي لشركة كوين للسيارات إلى ييبن، سيتشوان وغيرت الشركة اسمها الرسمي إلى شركة ييبن كايي (كوين) للسيارات المحدودة.
في 7 يناير 2019، تم افتتاح مصنع الإنتاج الجديد في ييبين ودخلت إكس 5 في مرحلة الإنتاج. وسيستمر الإنتاج في مصنع شيري في ووهو لطراز إكس 3.

## المركبات

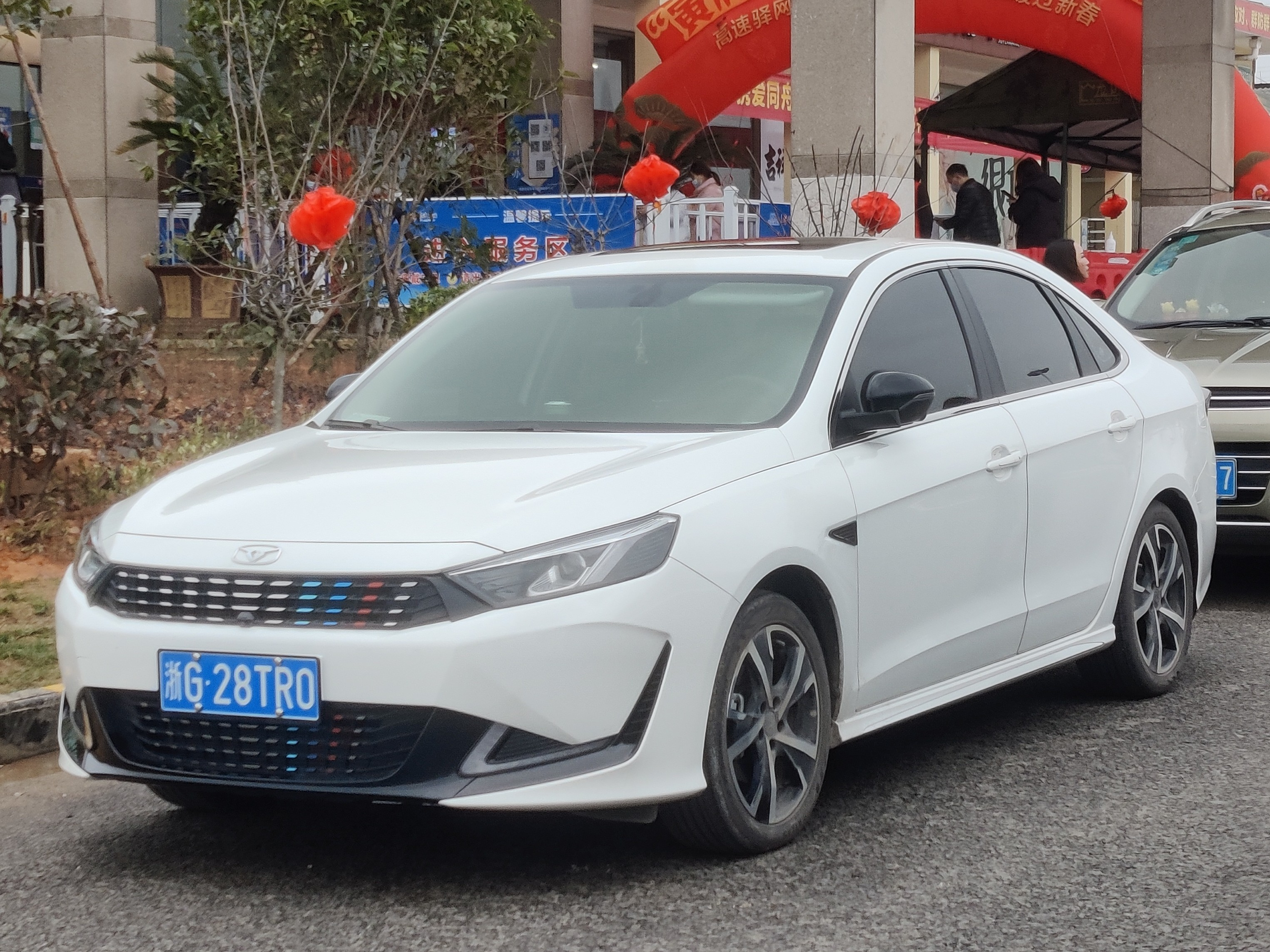
كوين شواندو

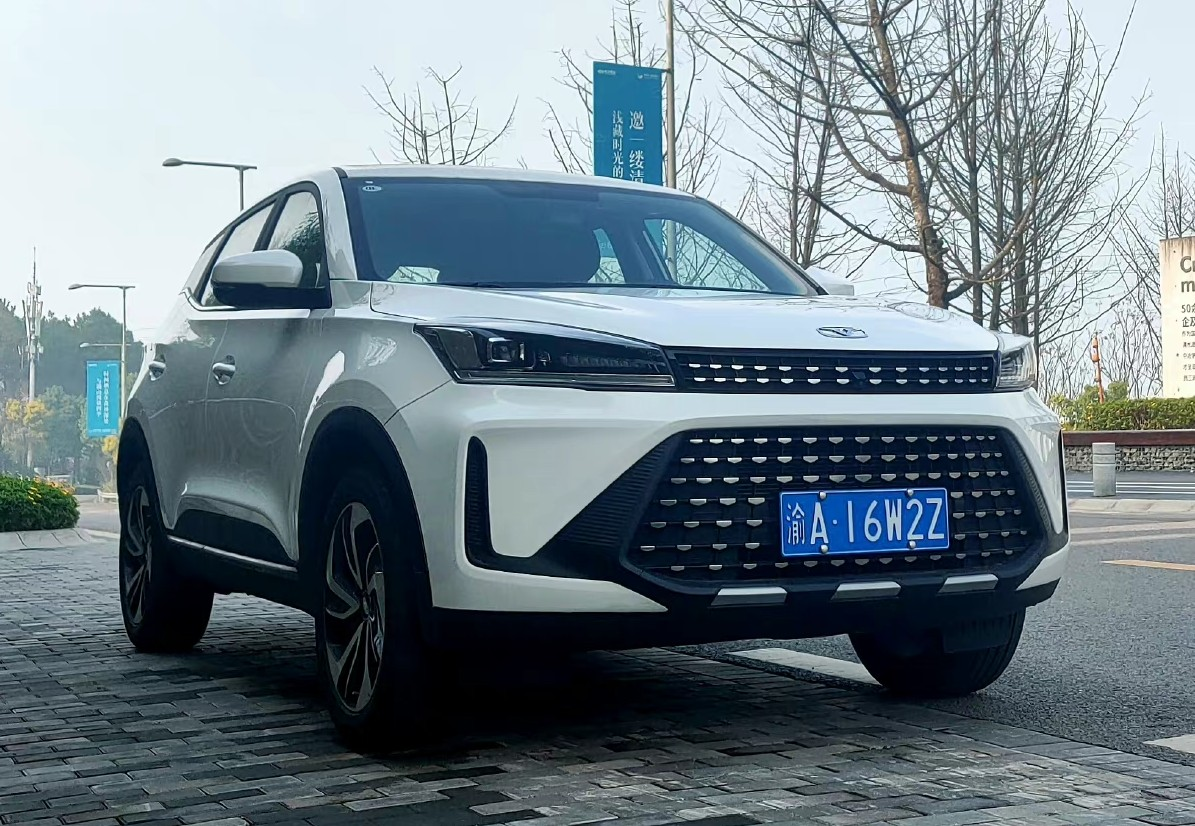
كوين شوجيت برو

- كوين سي 3
- كوين إي 3
- كوين إي 5
- كوين إكس 3
- كوين إكس 5
- كوين في 3
- كوين في 7
- كوين شوجيت/شوانجي
- كوين شواندو
- كوين كونلون
- كايي أي-إي أيه 01
- كايي أي-إي أيه 02
- كايي تانجو

## وصلات خارجية
الموقع الرسمي